# أل لوسون
أل لوسون (بالإنجليزية: Alfred Lawson, Jr.) هو مسير أعمال وسياسي أمريكي، ولد في 21 سبتمبر 1948 في تالاهاسي في الولايات المتحدة. حزبياً، نشط في الحزب الديمقراطي.

## مناصب
- في انتخابات مجلس النواب الأمريكي 2016، انتخب عضو مجلس النواب الأمريكي عن دائرة Florida's 5th congressional district [الإنجليزية]‏ وقد انضم خلال فترته النيابية [الإنجليزية]‏ (3 يناير 2017 – 3 يناير 2019)  للكتلة البرلمانية الحزب الديمقراطي.
- انتخب عضو مجلس النواب الأمريكي.
- انتخب عضو مجلس ولاية فلوريدا ( – 2010).
- انتخب عضو مجلس نواب فلوريدا (1982 – ).

## وصلات خارجية
- الموقع الرسمي